# Округ Бјут (Јужна Дакота)
Бјут (енгл. Butte County) је округ у америчкој савезној држави Јужна Дакота.

## Демографија
По попису из 2010. године број становника је 10.110, што је 1.016 (11,2%) становника више него 2000. године.
| Група             | 2000.         | 2010.         |
| Белци             | 8.557 (94,1%) | 9.360 (92,6%) |
| Афроамериканци    | 9 (0,1%)      | 22 (0,2%)     |
| Азијати           | 22 (0,2%)     | 22 (0,2%)     |
| Хиспаноамериканци | 266 (2,9%)    | 306 (3,0%)    |
| Укупно            | 9.094         | 10.110        |